# 廖申白
廖申白（1950年—），祖籍江西高安，生于上海，北京师范大学哲学与社会学学院教授、博士生导师。

## 生平
1984年于北京大学图书馆学系函授专科畢業，1987年于中国人民大学取得碩士學位，1999年於中国社会科学院研究生院取得博士學位。
1987至2001年在中国社科院哲学所工作，先后从实习研究员到研究员。曾担任哲学所伦理学研究室副主任、主任，中国社会科学院应用伦理研究中心副主任，博士生导师。1990-1991年到美国哈佛燕京学社访学，2000年9-12月到牛津大学做高级访问学者，2004年9月至2005年3月到加拿大维多利亚大学做客座教授。现任中国伦理学会副会长，中国社会科学院价值论研究室研究员，北京市伦理学会副会长等。
研究领域：元伦理学、[西方伦理学。讲授课程包括伦理学原理、应用伦理学、古希腊伦理学、康德伦理学原著导读等。

## 作品
代表性专著有《伦理新视点》（合撰 1997），《亚里士多德友爱论研究》（1988），《交往生活的公共性转变》（2007），《伦理学概论》（2009），
代表性译著有罗尔斯《正义论》（合译 1988），包尔生《伦理学体系》（合译）（1988），西季威克《伦理学方法》（1993），亚里士多德《尼各马可伦理学》（2003），巴恩斯主编《剑桥哲学指南·亚里士多德卷》（合译 2013）等。发表学术论文40篇左右。